# 2-Bourgas (circonscription électorale)
La circonscription électorale 2-Bourgas correspond à l'oblast du même nom et envoie 14 députés à l'Assemblée nationale de Bulgarie.

## Résultats électoraux

### Élections législatives de 2022
| Partis                 | Partis                                             | Voix    | %     | Sièges | +/-           | Élus (% valide au vote préférentiel)                                   |
| ---------------------- | -------------------------------------------------- | ------- | ----- | ------ | ------------- | ---------------------------------------------------------------------- |
|                        | Coalition GERB-SDS                                 | 34 833  | 25,65 | 4      | 1             | Zhecho Stankov (69,02%), Luben Dilov, Galya Vasileva et Andrey Runchev |
|                        | Nous continuons le changement                      | 24 745  | 18,22 | 3      | 1             | Konstantin Bachiyski (79,54%), Hristo Simeonov et Bogomil Petkov       |
|                        | Mouvement des droits et des libertés               | 20 241  | 14,90 | 2      | 1             | Sevim Ali (90,71%) et Esheref Esheref                                  |
|                        | Renaissance                                        | 13 231  | 9,74  | 2      | 1             | Tsoncho Ganev (75,42%) et Boris Aladzhov                               |
|                        | BSP pour la Bulgarie                               | 11 685  | 8,60  | 1      | en stagnation | Petar Kanev (65,30%)                                                   |
|                        | Réveil bulgare                                     | 7 798   | 5,74  | 1      | Nv.           | Violeta Komitova (64,37%)                                              |
|                        | Bulgarie démocratique                              | 7 268   | 5,35  | 1      | en stagnation | Dimitar Naydenov (18,24%)                                              |
|                        | Il y a un tel peuple                               | 4 731   | 3,48  | 0      | 1             |                                                                        |
|                        | Debout.BG ! Nous arrivons !                        | 1 075   | 0,79  | 0      | en stagnation |                                                                        |
|                        | VMRO - Mouvement national bulgare                  | 644     | 0,47  | 0      | en stagnation |                                                                        |
|                        | Mouvement des candidats indépendants               | 493     | 0,36  | 0      | en stagnation |                                                                        |
|                        | Front national pour le salut de la Bulgarie        | 448     | 0,33  | 0      | en stagnation |                                                                        |
|                        | Bulgarie juste                                     | 428     | 0,32  | 0      | en stagnation |                                                                        |
|                        | Russophiles pour le renouveau de la patrie         | 421     | 0,31  | 0      | en stagnation |                                                                        |
|                        | Coalition pour toi Bulgarie                        | 402     | 0,30  | 0      | en stagnation |                                                                        |
|                        | Union bulgare pour la démocratie directe           | 324     | 0,24  | 0      | en stagnation |                                                                        |
|                        | Union nationale Attaque                            | 297     | 0,22  | 0      | en stagnation |                                                                        |
|                        | Social-démocratie bulgare - EuroGauche             | 272     | 0,20  | 0      | en stagnation |                                                                        |
|                        | Voix du peuple                                     | 258     | 0,19  | 0      | en stagnation |                                                                        |
|                        | Morale, Initiative et Patriotisme                  | 249     | 0,18  | 0      | en stagnation |                                                                        |
|                        | Mouvement national - Unité                         | 244     | 0,18  | 0      | Nv.           |                                                                        |
|                        | Union conservatrice de la droite                   | 222     | 0,16  | 0      | en stagnation |                                                                        |
|                        | Démocratie directe                                 | 207     | 0,15  | 0      | en stagnation |                                                                        |
|                        | La Bulgarie du travail et de l'intelligence        | 148     | 0,11  | 0      | en stagnation |                                                                        |
|                        | Parti populaire - La Vérité et seulement la vérité | 118     | 0,09  | 0      | Nv.           |                                                                        |
|                        | Unification nationale bulgare                      | 99      | 0,07  | 0      | en stagnation |                                                                        |
|                        | Union nationale bulgare - Nouvelle démocratie      | 83      | 0,06  | 0      | en stagnation |                                                                        |
|                        | Pravoto                                            | 83      | 0,06  | 0      | en stagnation |                                                                        |
|                        | « Aucun de ces choix »                             | 4 758   | 3,50  | –      | –             | –                                                                      |
|                        |                                                    |         |       |        |               |                                                                        |
| Suffrages exprimés     | Suffrages exprimés                                 | 135 805 | 99,75 |        |               |                                                                        |
| Votes nuls             | Votes nuls                                         | 335     | 0,25  |        |               |                                                                        |
| Total                  | Total                                              | 136 140 | 100   | 14     | en stagnation | –                                                                      |
| Abstentions            | Abstentions                                        | 223 685 | 62,16 |        |               |                                                                        |
| Inscrits/Participation | Inscrits/Participation                             | 359 825 | 37,84 |        |               |                                                                        |

### Élections législatives de 2023
| Partis                 | Partis                                                | Voix    | %     | Sièges | +/-           | Élus                                                          |
| ---------------------- | ----------------------------------------------------- | ------- | ----- | ------ | ------------- | ------------------------------------------------------------- |
|                        | Coalition GERB-SDS                                    | 36 169  | 26,18 | 4      | en stagnation | Luben Dilov, Andrey Runchev, Zhecho Stankov et Galya Vasileva |
|                        | Nous continuons le changement - Bulgarie démocratique | 28 083  | 20,33 | 3      | 1             | Konstantin Bachiyski, Daniela Bozhinova et Dimitar Naydenov   |
|                        | Mouvement des droits et des libertés                  | 20 017  | 14,49 | 3      | 1             | Sevim Ali, Esheref Esheref et Fatme Ramadan                   |
|                        | Renaissance                                           | 19 142  | 13,86 | 2      | en stagnation | Boris Aladzhov et Tsoncho Ganev                               |
|                        | BSP pour la Bulgarie                                  | 11 045  | 8,00  | 1      | en stagnation | Petar Kanev                                                   |
|                        | Réveil bulgare                                        | 5 978   | 4,33  | 0      | 1             |                                                               |
|                        | Il y a un tel peuple                                  | 5 483   | 3,97  | 1      | 1             | Ivaylo Valchev                                                |
|                        | La Gauche !                                           | 2 748   | 1,99  | 0      | en stagnation |                                                               |
|                        | Union conservatrice de la droite                      | 706     | 0,51  | 0      | en stagnation |                                                               |
|                        | Bulgarie neutre                                       | 509     | 0,37  | 0      | en stagnation |                                                               |
|                        | Ensemble                                              | 457     | 0,33  | 0      | en stagnation |                                                               |
|                        | Parti populaire - La Vérité et seulement la vérité    | 411     | 0,30  | 0      | en stagnation |                                                               |
|                        | Hors de l'UE et de l'OTAN                             | 355     | 0,26  | 0      | en stagnation |                                                               |
|                        | Morale, Initiative et Patriotisme                     | 265     | 0,19  | 0      | en stagnation |                                                               |
|                        | Mouvement national pour la stabilité et le progrès    | 221     | 0,16  | 0      | en stagnation |                                                               |
|                        | Voix du peuple                                        | 215     | 0,16  | 0      | en stagnation |                                                               |
|                        | Union bulgare pour la démocratie directe              | 158     | 0,11  | 0      | en stagnation |                                                               |
|                        | Unification nationale bulgare                         | 122     | 0,09  | 0      | en stagnation |                                                               |
|                        | Social-démocratie bulgare - EuroGauche                | 102     | 0,07  | 0      | en stagnation |                                                               |
|                        | Union nationale bulgare - Nouvelle démocratie         | 71      | 0,05  | 0      | en stagnation |                                                               |
|                        | Parti socialiste - Voie bulgare                       | 37      | 0,03  | 0      | en stagnation |                                                               |
|                        | « Aucun de ces choix »                                | 5 837   | 4,23  | –      | –             | –                                                             |
|                        |                                                       |         |       |        |               |                                                               |
| Suffrages exprimés     | Suffrages exprimés                                    | 138 131 | 98,38 |        |               |                                                               |
| Votes nuls             | Votes nuls                                            | 2 276   | 1,62  |        |               |                                                               |
| Total                  | Total                                                 | 140 407 | 100   | 14     | en stagnation | –                                                             |
| Abstentions            | Abstentions                                           | 219 319 | 60,97 |        |               |                                                               |
| Inscrits/Participation | Inscrits/Participation                                | 359 726 | 39,03 |        |               |                                                               |